# T.Love

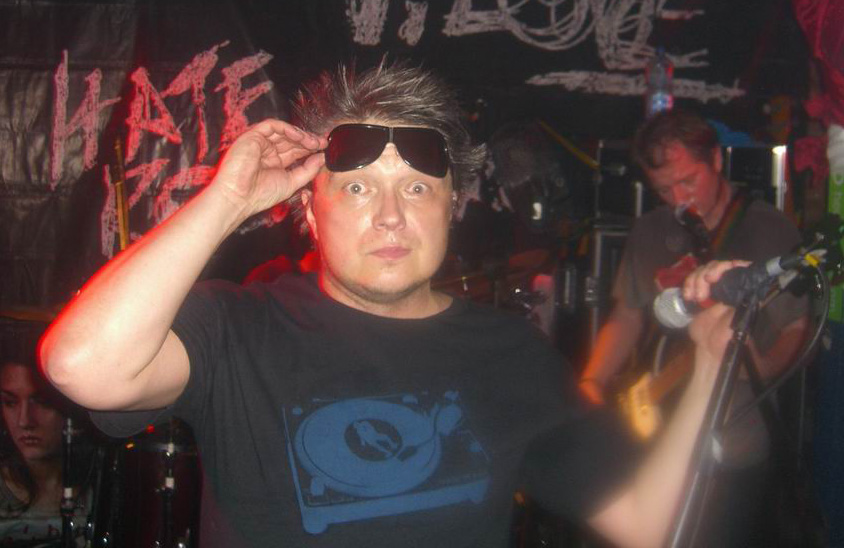
ヴォーカルのジグムント“ムニエク”スタシチック

T.Love（ティ・ラブ）は、ポーランドのロックバンド。チェンストホバ市で結成。1980年代にはパンク・ロックに影響されていたが、時間が経つに連れてポップロックへと向かっている傾向にある。

## 来歴
1982年、T.LoveはTeenage Love Alternative（1987年にかけて作用されたバンドの名前）として、ジグムント“ムニエク”スタシチック（声楽家）、ヤヌシ・コノロヴスキ（ギターリスト）、ダリューシ・ザヨンツ（キーボーディスト）、ヤツェック・ヴゥデツキ（ドラマー）によって結成された。
このバンドはプロの稽古不足にもかかわらず、すぐに聴衆が増えた。それに際して、1984年のヤロチン・フェスティバルの間には音楽スターとして演奏を行う。たびたび酒の勢いで演奏されたことのおかげで、パンク・ロックの聴衆の中には大人気になったのだった。1989年、スタシチックの英国への出発の結果、音楽活動は休止した。
1991年、スタシチックがポーランドへ帰還し、バンドを復活させる。以前のバンドの参加者は、スタシチックを除いて誰も残っていなかった。そこで新たなメンバーになったのが、ヤン・ベネデック（ギターリスト）及びシーデゥネイ・ポラック（ドラマー）である。1990年代、T.Loveが多くのヒットソングを放ちながら、商業的成功をもたらした。1998年、「Best.Love」というヒットソングアルバムをリリースした。
T.Loveは2004年から2005年にかけてコンサート活動を休止する。それから再び活動し始め、多くの内輪喧嘩の挙げ句の果て、「I Hate Rock'n'Roll」という斬新なアルバムをリリースした。このアルバムこそ、遡源したものである。

## メンバー
（太字は現在も在籍しているメンバー）

### ヴォーカル
- ジグムント・“ムニエク”・スタシチック (Zygmunt Staszczyk) (1982-)

### ギター
- ヤヌシ・コノロヴスキ (Janusz Knorowski) (1982-1985)
- ヴォイツィェヒ・ヴィェルス (Wojciech Wierus) (1983-1984)
- アンドルゼイ・ゼニチェヴスキ (Andrzej Zeńczewski) (1984-1989)
- ラファウ・ヴウォチェヴスキ (Rafał Włoczewski) (1986-1989)
- ヤロスワフ・コヴァルスキ (Jarosław Kowalski) (1986)
- ヤン・ベネデック (Jan Benedek) (1990-1994)
- クルィシトフ・シマニスキ (Krzysztof Szymański) (1990-1991)
- クルィシトフ・ザヴァドカ (Krzysztof Zawadka)) (1991-1992)
- ヤツェク・ペルコヴスキ (Jacek Perkowski) (1992-2007)
- マツィェイ・マイヒルザク (Maciej Majchrzak) (1994-)
- ヤン・ペンチャク (Jan Pęczak) (2007-)

### ベースギター
- ジグムント・“ムニエク”・スタシチック (Zygmunt Staszczyk) (1982-1983)
- ヤツェク・シリヴズィニスキ (Jacek Śliwczyński) (1983-1989)
- プルゼムィスワフ・ヴイツィツキ (Przemysław Wójcicki) (1990)
- トマシ・“ヴォルフガング”・グロホヴァルスキ (Tomasz "Wolfgang" Grochowalski) (1991)
- パヴェウ・ナジメク (Paweł Nazimek) (1991-)

### ドラム
- ヤツェック・ヴゥデツキ (Jacek Wudecki) (1982-1987)
- ピョトル・ヴィソツキ (Piotr Wysocki) (1987-1989)
- ロベルト・サンベラン (Robert Szambelan) (1989-1990)
- シーデゥネイ・ポラック (Sidney Polak) (1990-)

### キーボード
- ダリューシ・ザヨンツ (Darek Zając) (1982-1989)
- ロムアルド・クニコヴスキ (Romuald Kunikowski) (1991-1994)
- ミヒァウ・マレツキ (Michał Marecki) (2005-)

### サックス
- ヤロスワフ・ヴォシチュィナ (Jarosław Woszczyna) (1982-1983)
- ヘンルィク・ヴォサンジュニク (Henryk Wosążnik)) (1983)
- ピョトル・マラク (Piotr Malak) (1984-1985)
- トム・ピェルズヒァルスキ (Tom Pierzchalski) (1985-1989)

## アルバム

### T.Love Alternative として
- Nasz Bubelon (unofficial) – 1984
- Chamy idą (unofficial) – 1984
- Miejscowi live (concert compilation) – 1988
- Wychowanie – 1989, reedition in 2003
- Dzieci rewolucji (compilation) – 1992
- Częstochowa 1982-1985 – 1995

### T.Loveとして
- Pocisk miłości - 1991 「戀の弾」
- King - 1992
- I Love You - 1994
- Prymityw - 1994 「ダサい奴」
- Al Capone - 1996
- Chłopaki nie płaczą - 1997 「男の人は泣かない」
- BesT.Love - 1998
- Antyidol - 1999
- Model 01 - 2001
- T.Live – 2003
- I hate rock'n'roll – 2006